# Château de la Chaize (Odenas)
Pour l’article homonyme, voir Château de la Chaize (Les Loges-Marchis).
Le château de La Chaize est un château situé à Odenas, dans le département du Rhône, en France. C'est le plus grand des châteaux viticoles de la région. Le bâtiment, construit sur les plans de Jules Hardouin-Mansart, et les jardins, élaborés par Le Nôtre, se trouvent sur les flancs des monts du Beaujolais, dans le Brouilly.
Construit de 1674 à 1676, il est demeuré au sein de la famille La Chaize d'Aix, à travers les branches Montaigu puis Roussy de Sales, pendant plus de trois siècles, jusqu'à son rachat en 2017, par un dirigeant d'entreprise lyonnais, Christophe Gruy.
Le château est une propriété viticole qui s'étend sur 400 hectares, dont 350 hectares d’un seul tenant, et 150 hectares de vignes.

## Historique
François de La Chaize d'Aix, originaire de la Loire actuelle, fut nommé lieutenant du roi à Beaujeu. À l'époque, cette région faisait partie du Royaume de France, tandis que la Bourgogne jouissait d'une indépendance particulière. Le Beaujolais se trouvant près de la Bourgogne, un régiment était stationné dans la région. En 1652, il se porte acquéreur du château de la Douze, château fort du Moyen Âge dont les plus vieilles traces écrites datent de 1196[réf. nécessaire], et qui est situé à l'emplacement actuel de La Chaize. En 1665, un orage provoque un glissement de terrain qui fait écrouler le château, tuant les deux fils de François de La Chaize.
Il demandera alors à Mansart et à Le Nôtre, grâce à l'appui de son frère, le père de La Chaize, à la cour de Versailles, de reconstruire un château plus grand, plus majestueux et plus solide. C'est ainsi que Jules Hardouin-Mansart conçut une série de quatre murs qui retiennent la colline et ainsi le château.

## Architecture
Le château est constitué de trois corps symétriques, dirigés vers le jardin, les deux ailes étant terminées par un pavillon. Le corps central est surmonté d'un fronton triangulaire. La toiture est faite de tuiles en ardoise. La couleur de l'ensemble tirant vers l'ocre rappelle une certaine influence italienne. Cette influence se fait sentir aussi à l'intérieur par la colonnade dans le vestibule et la « chambre du Roi », surmontée d'une fresque représentant Amour et Psyché. De part et d'autre du vestibule au rez-de-chaussée, on trouve le grand salon et la salle à manger, d'époque Restauration, ornée de panneaux de Lacroix de Marseille.
Le château entier est classé monument historique depuis le 27 avril 1972, le château lui-même, façade et toitures, le grand hall et l'escalier d'honneur, le "Théâtre" et la chambre Louis XIV au premier étage (et leurs décors) et à l'extérieur les communs, le cuvage, l’orangerie, la terrasse, le jardin à la française et le potager. Ce classement a été complété par l'inscription, par arrêtés du 13 septembre 2019 et du 10 février 2020, des éléments suivants : le système hydraulique, la glacière, le Clos planté de vignes au nord-ouest du château et le hameau du château des Clous.

## Jardins
Face au château s'étend un jardin à la française composé de parterres et d'un potager en « soleil », le tout occupant un hectare et demie. Au XVIIe siècle, le jardin formait un ensemble avec des fontaines et des graviers de couleurs disposés en arabesque sur les pelouses. À l'époque, une équipe de 24 jardiniers était à l'œuvre dans le jardin. Aujourd'hui, seuls 32 ifs demeurent, ainsi que cinq massifs taillés « en gâteau ».
Le potager est disposé en rayons qui partent d'un bassin au centre. Ces rayons sont semés de fleurs (zinnias, roses d'Indes, capucines, dahlias, gueules de loup, roses) ainsi que de légumes et de fruits (carottes, haricots, rhubarbe, fraise, framboise, groseille, pommes, pomme de terre…). Au total, le jardin englobe plus de 200 variétés de roses, disposées dans les rayons, le long du mur en grimpante ou le flanc du jardin à la française.
Le bâtiment du château étant proportionnellement plus grand que le jardin, Le Nôtre eut recours à une allée qui part en face du château et qui crée ainsi une perspective plus allongée qu'elle ne l'est en réalité.
Le jardin à la française et le potager ont été compris dans l'arrêté de classement monument historique du 27 avril 1972.

## Domaine viticole
Le domaine du château de La Chaize s’étend sur une superficie de 400 hectares, dont 350 hectares d’un seul tenant. Son vignoble compte un potentiel de production de 150 hectares, situés à Brouilly (dont une parcelle de 99 hectares autour du château), Côte-de-Brouilly et Fleurie.
Chaque parcelle est vinifiée individuellement. Le vin est élaboré dans un cuvage classé (charpente d'origine du XVIIe siècle) et vieilli dans une cave de 108 mètres de long.

## Affaire du «dîner des sommets»
Le domaine du château de La Chaize est cité dans un article de Mediapart rapportant qu'il a été le lieu d'un « dîner des sommets » le 23 juin 2022 où Laurent Wauquiez, président de la région Auvergne-Rhône-Alpes, a invité environ 90 personnalités de Rhône-Alpes « pour un peu plus de 100 000 euros, soit environ un peu plus de 1 100 euros par personne ». Ces sommes ont été facturées à la région. Le domaine du château de La Chaize a été mis à disposition gratuitement à la Région pour cet événement[réf. nécessaire].